# Titan (schip, 1894)
De Titan (later Drente) was een stoomsleepboot die van 1894 tot 1935 actief was voor in totaal drie rederijen. 
Het schip werd op 13 augustus te water gelaten op de Scheepswerf NV v/h Rijkee & Co. te Rotterdam en het werd door De Schelde afgebouwd. In oktober van dat jaar werd het overgedragen aan de opdrachtgever, Zur Mühlen & Co. te Amsterdam en in dienst gesteld. Het schip had het voor die tijd grote motorvermogen van 1000pk en het kon 280 ton steenkool laden, waarmee het een actieradius van 4000 mijl (ruim 7400 km) had. De Titan was voornamelijk actief in de wateren rond noordwest Europa, maar voerde ook opdrachten uit naar verder gelegen bestemmingen als de Verenigde Staten. In 1913 transporteerde zij samen met de Atlas het Gouvernementsdok van 14.000 ton van Texel naar Soerabaja.
In 1917 werd het schip voor langere tijd verhuurd aan de Nederlandse staat. In 1919 werd de Titan door de in moeilijkheden verkerende eigenaar verkocht aan de Internationale Sleepdienst Maatschappij die haar herdoopte in Hudson. In oktober van dat jaar werd het schip doorverkocht aan Bureau Wijsmuller, die haar onder de naam Drente in de vaart bracht. Voor deze rederij verrichtte het schip hetzelfde soort opdrachten als voor de eerdere eigenaars.

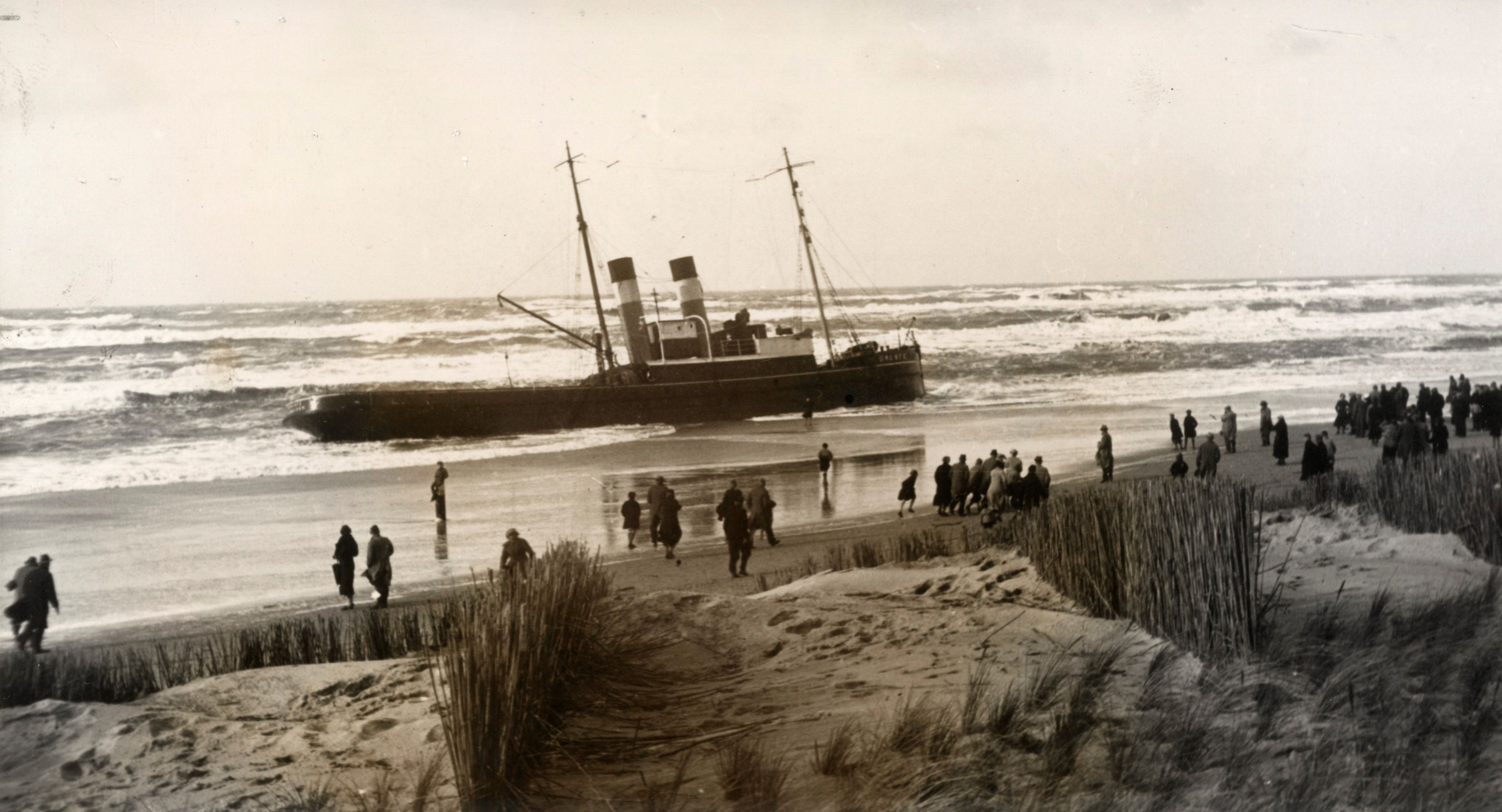
De gestrande Drente

Op 19 oktober 1935 verzocht het in moeilijkheden verkerende vrachtschip Kerkplein om assistentie. De Drente reageerde en bemanning trachtte het schip op sleeptouw te nemen. Drie keer brak de verbinding en de derde maal kwam de sleeptros in de schroef van de Drente terecht. Beide schepen strandden ter hoogte van Egmond aan Zee. Vanwege de ouderdom van de Drente werd tot sloop besloten, die ter plekke werd uitgevoerd.